# بشامون
بشامون (به عربی: بشامون) یک منطقهٔ مسکونی در لبنان است که در Khalde واقع شده‌است.